# Corgnac-sur-l'Isle

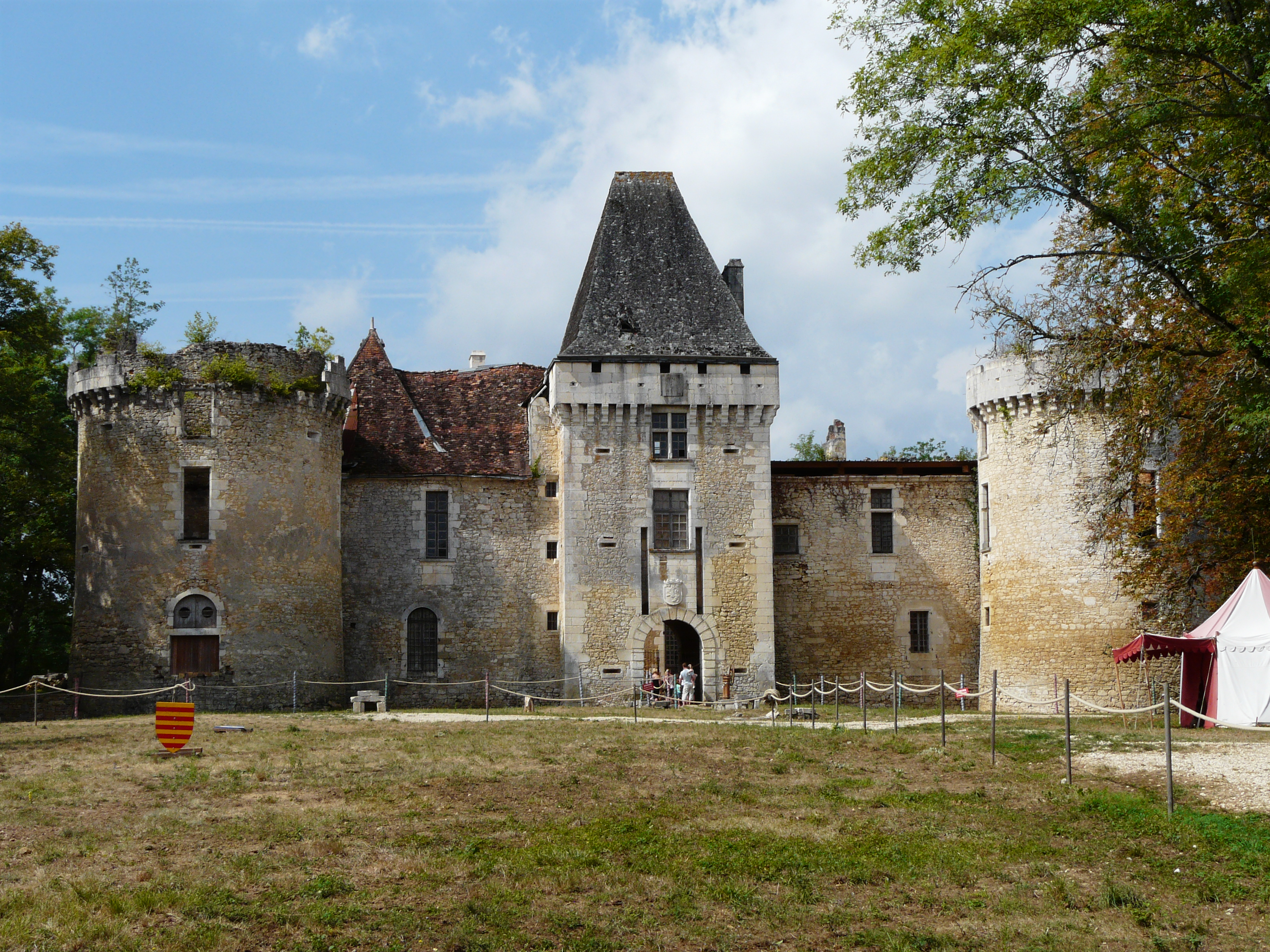
Kasteel

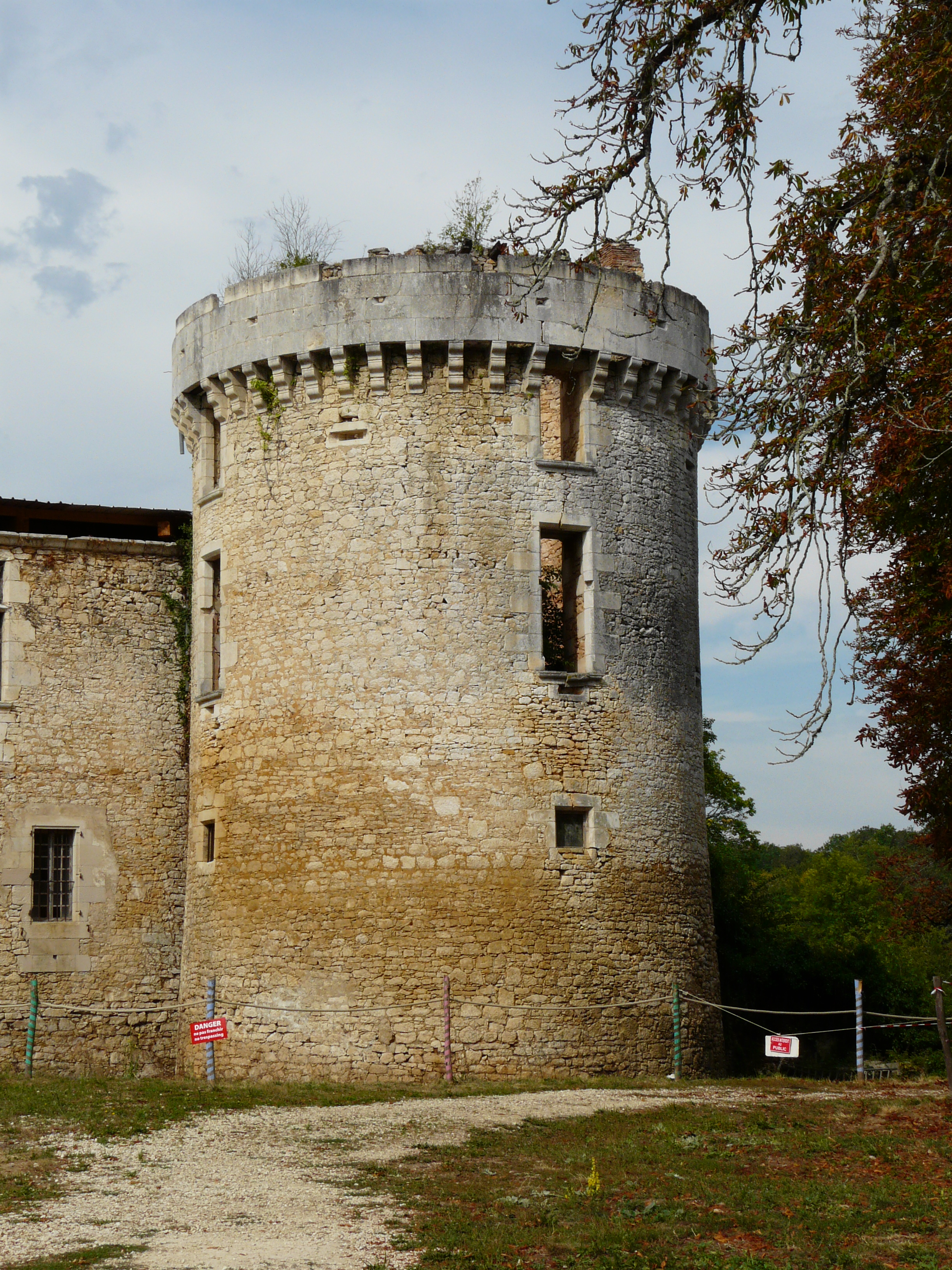
Kasteel

Corgnac-sur-l'Isle is een gemeente in het Franse departement Dordogne (regio Nouvelle-Aquitaine) en telt 840 inwoners (1999). De plaats maakt deel uit van het arrondissement Nontron.

## Geografie
De oppervlakte van Corgnac-sur-l'Isle bedraagt 20,7 km², de bevolkingsdichtheid is 40,6 inwoners per km².
De onderstaande kaart toont de ligging van Corgnac-sur-l'Isle met de belangrijkste infrastructuur en aangrenzende gemeenten.

## Demografie
Onderstaande figuur toont het verloop van het inwonertal (bron: INSEE-tellingen).